# Maďarská národní strana
Maďarská národní strana (maďarsky Magyar Nemzeti Párt) byla politická strana na území prvorepublikového Československa, respektive Slovenska  a Podkarpatské Rusi, která reprezentovala maďarskou národnostní menšinu.

## Dějiny
Šlo o jednu z nejsilnějších politických formací maďarské národnostní menšiny v ČSR. Pod pozdějším názvem vznikla formálně až v roce 1925, ale již počátkem 20. let jí předcházely podobné a provázané politické formace, konkrétně Zemská osmačtyřicátnická nezávislá rolnická strana, roku 1920 ustavená pod jménem Zemská strana zemědělců a malorolníků. Ta šla do parlamentních voleb v roce 1920 v alianci se Zemskou křesťansko-socialistickou stranou pod názvem Maďarsko-německá křesťansko-sociální strana. V roce 1922 získala název Maďarská zemská strana zemědělců, malorolníků a živnostníků. Roku 1925 se ustálil název Maďarská národní strana. Strana se vymezovala proti socialistickým ideologiím. Požadovala autonomii Slovenska a národnostní rovnoprávnost Maďarů. Kritizovala průběh pozemkové reformy. Předsedou strany byl od roku 1920 József Törköly.
Parlamentních voleb v roce 1925 se zúčastnila v koalici s dalšími menšinovými politickými stranami: Spišská německá strana, Německý svaz zemědělců a Německá živnostenská strana. V parlamentních volbách v roce 1929 uzavřela koalici s Zemskou křesťansko-socialistickou stranou. Józsefa Törkölyho v čele strany roku 1933 vystřídal Andor Jaross. Faktickým vůdcem strany byl ovšem József Szentiványi. Strana se během 30. let 20. století dále odkláněla od spolupráce s ČSR. V parlamentních volbách v roce 1935 uzavřela koalici s Zemskou křesťansko-socialistickou stranou a pak se obě strany sloučily, čímž roku 1936 vznikla Sjednocená maďarská strana.

## Volební výsledky

### Poslanecká sněmovna
| Volby | Hlasy         | Hlasy         | Mandáty | Mandáty | Postavení |
| Volby | Abs.          | %             | Abs.    | ±       | Postavení |
| ----- | ------------- | ------------- | ------- | ------- | --------- |
| 1925  | Za BdL        | Za BdL        | 4/300   |         | Opozice   |
| 1929  | S OKSZP a ZDP | S OKSZP a ZDP | 2/300   | ▼2      | Opozice   |
| 1935  | S OKSZP a ZDP | S OKSZP a ZDP | 4/300   | ▲2      | Opozice   |

### Senát
| Volby | Hlasy         | Hlasy         | Mandáty | Mandáty |
| Volby | Abs.          | %             | Abs.    | ±       |
| ----- | ------------- | ------------- | ------- | ------- |
| 1925  | Za BdL        | Za BdL        | 3/150   |         |
| 1929  | S OKSZP a ZDP | S OKSZP a ZDP | 2/150   | ▼1      |
| 1935  | S OKSZP a ZDP | S OKSZP a ZDP | 3/150   | ▲1      |